# Бискра (покрајина)
Бискра (арап. ولاية بسكرة, берб. Tibeskert), једна је од 48 покрајина у Народној Демократској Републици Алжир. Покрајина се налази у североисточном делу земље у појасу између планинских венца Атласа и Аураса.
Покрајина Бискра покрива укупну површину од 20.986 km² и има 730.262 становника (подаци из 2008. године). Највећи град и административни центар покрајине је град Бискра.